# Championnats d'Afrique de natation 2002
Navigation
Nairobi 1998 Casablanca 2004
La 6e édition des Championnats d'Afrique de natation se déroule au Caire en Égypte du 12 au 18 août 2002. Le pays accueille pour la troisième fois de son histoire cet événement bisannuel organisé par la Confédération africaine de natation amateur.

## Podiums
Le palmarès n'est pas complet.

### Hommes
| Épreuves             | Or                                   | Argent                             | Bronze                              |
| Nage libre           | Nage libre                           | Nage libre                         | Nage libre                          |
| -------------------- | ------------------------------------ | ---------------------------------- | ----------------------------------- |
| 200 m                | Oussama Mellouli (TUN) 1 min 52 s 79 | Mahrez Mebarek (ALG) 1 min 53 s 69 | Aghiles Slimani (ALG) 1 min 53 s 45 |
| Brasse               |                                      |                                    |                                     |
| 100 m                | Louis Lotter (RSA) 1 min 02 s 95     | Sofiane Daid (ALG) 1 min 03 s 53   | Malick Fall (SEN) 1 min 03 s 81     |
| Papillon             |                                      |                                    |                                     |
| 100 m                | Theo Verster (RSA) 54 s 20           | Haitham Hazem (EGY) 54 s 44        | Lyndon Ferns (RSA) 55 s 05          |
| Dos                  |                                      |                                    |                                     |
| 50 m                 | Ahmed Hussain (EGY) 26 s 00          | Gerhard Zandberg (RSA) 26 s 43     | Mehdi Addadi (ALG) 26 s 85          |
| Quatre nages         |                                      |                                    |                                     |
| 400 m                | Oussama Mellouli (TUN) 4 min 26 s 07 | Raouf Benabid (ALG) 4 min 33 s 05  | Mehdi Hamama (ALG) 4 min 39 s 28    |
| Relais               |                                      |                                    |                                     |
| 4 x 200 m nage libre | Algérie 7 min 35 s 70                | Tunisie 7 min 43 s 68              | Égypte 7 min 43 s 68                |

### Femmes
| Épreuves             | Or                                  | Argent                               | Bronze                                   |
| Nage libre           | Nage libre                          | Nage libre                           | Nage libre                               |
| -------------------- | ----------------------------------- | ------------------------------------ | ---------------------------------------- |
| 100 m                | Candice Crafford (RSA) 59 s 31      | Salma Zeinhoum (EGY) 59 s 67         | Riham Khaled (EGY) 1 min 00 s 06         |
| 200 m                | Maretha van Wyk (RSA) 2 min 01 s 92 | Candice Crafford (RSA) 2 min 08 s 60 | Amina Touahria (ALG) 2 min 09 s 93       |
| Brasse               |                                     |                                      |                                          |
| 200 m                | Salma Zeinhoum (EGY) 2 min 38 s 63  | Ziada Jardine (RSA) 2 min 41 s 85    | Yasmin Abd El-Rahman (EGY) 2 min 45 s 09 |
| Papillon             |                                     |                                      |                                          |
| 50 m                 | Mandy Loots (RSA) 28 s 20           | Myriam Meddeb (TUN) 29 s 99          | Soha Abdallah (EGY) 30 s 18              |
| Quatre nages         |                                     |                                      |                                          |
| 400 m                | Mandy Loots (RSA) 5 min 03 s 64     | Fayza Dehane (ALG) 5 min 09 s 70     | Sarah Hatem (EGY) 5 min 19 s 25          |
| Relais               |                                     |                                      |                                          |
| 4 x 200 m nage libre | Afrique du Sud 8 min 38 s 98        | Algérie 8 min 42 s 40                | Égypte 8 min 46 s 61                     |